# Hendrick de Keyser

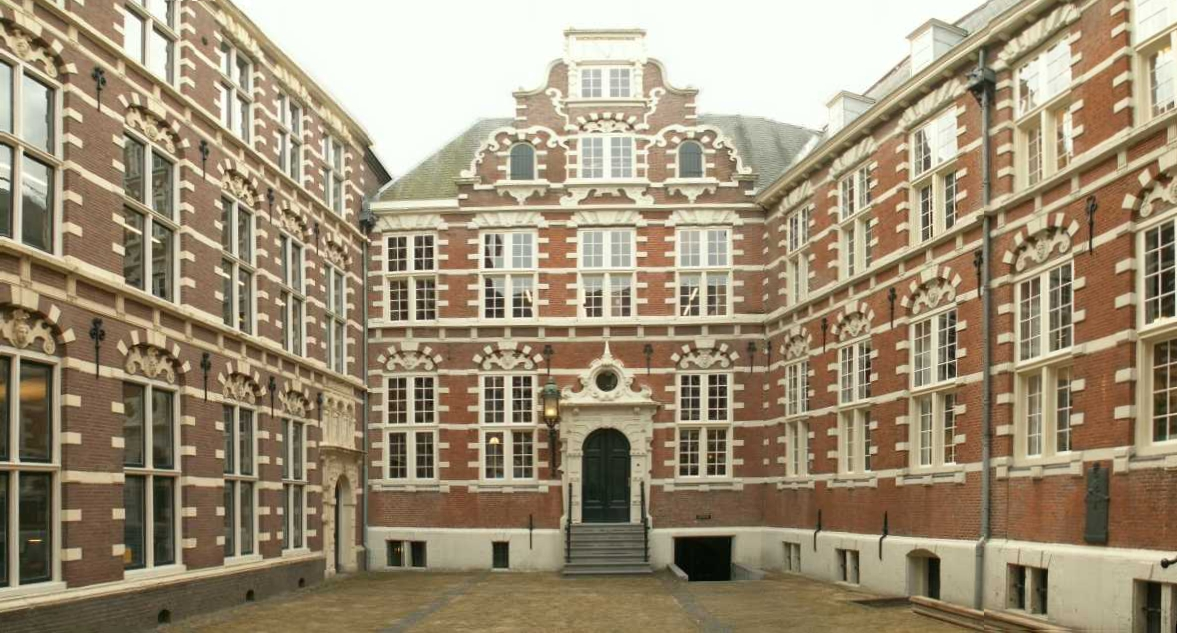
Oost-Indisch Huis, Oude Hoogstraat, Amsterdam; 1606.

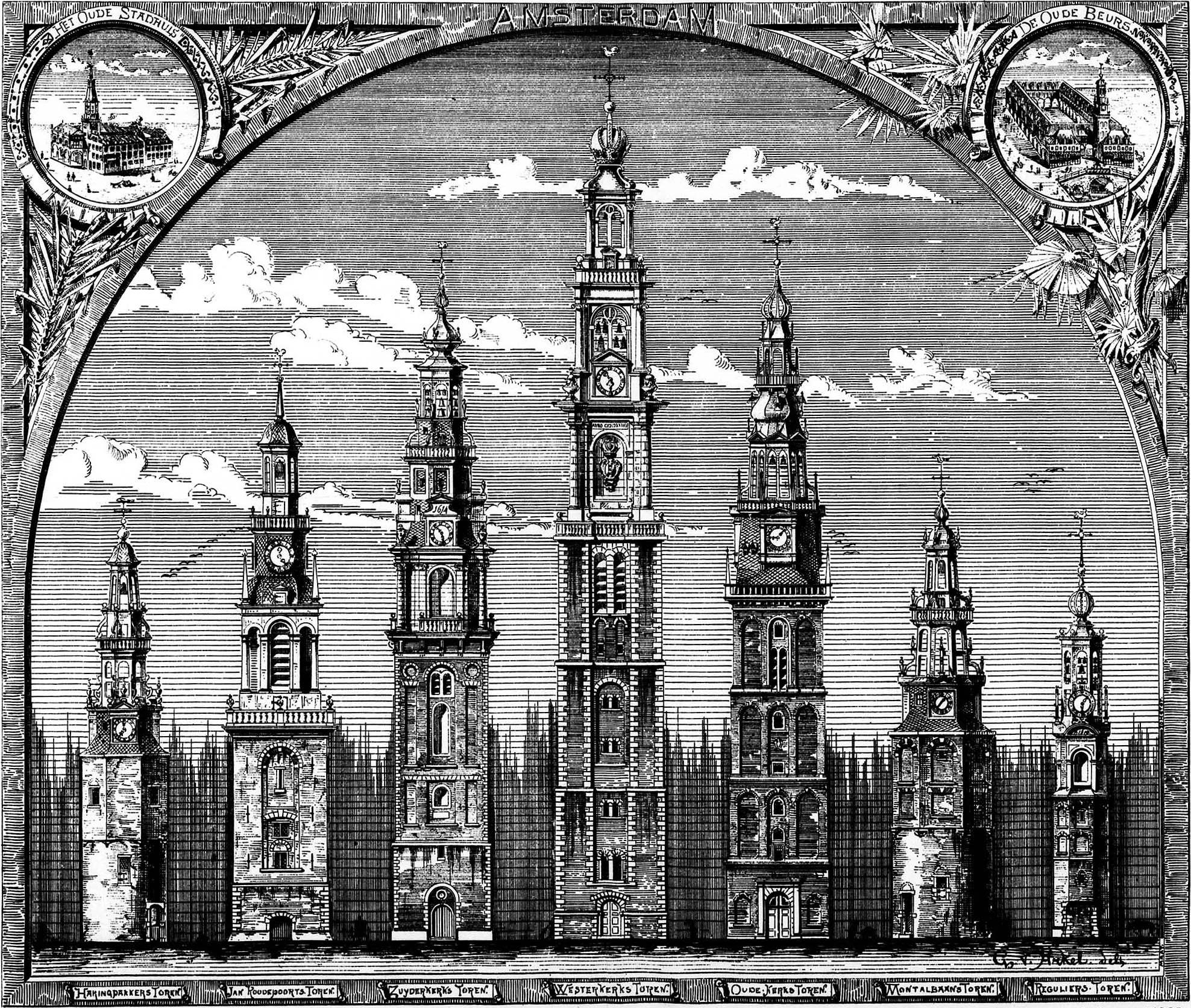
G.A. van Arkel & P.H. Witkamp. Van links naar rechts: Haringpakkerstoren, Jan Roodenpoortstoren, Zuidertoren, Westertoren, Oudekerkstoren, Montelbaanstoren en Munttoren. Gravure; 1885.

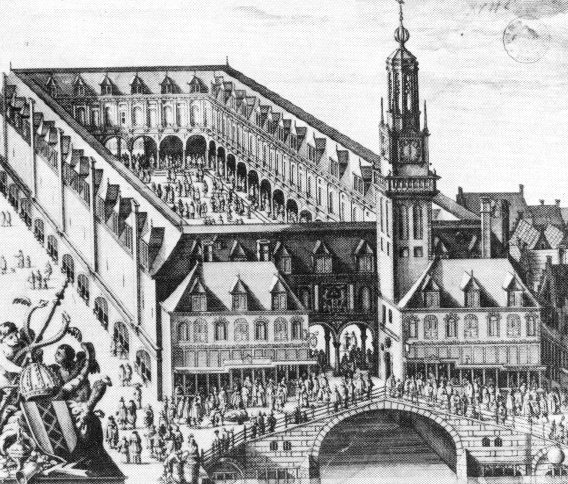
De Beurs van Hendrick de Keyser gezien vanuit het zuiden.

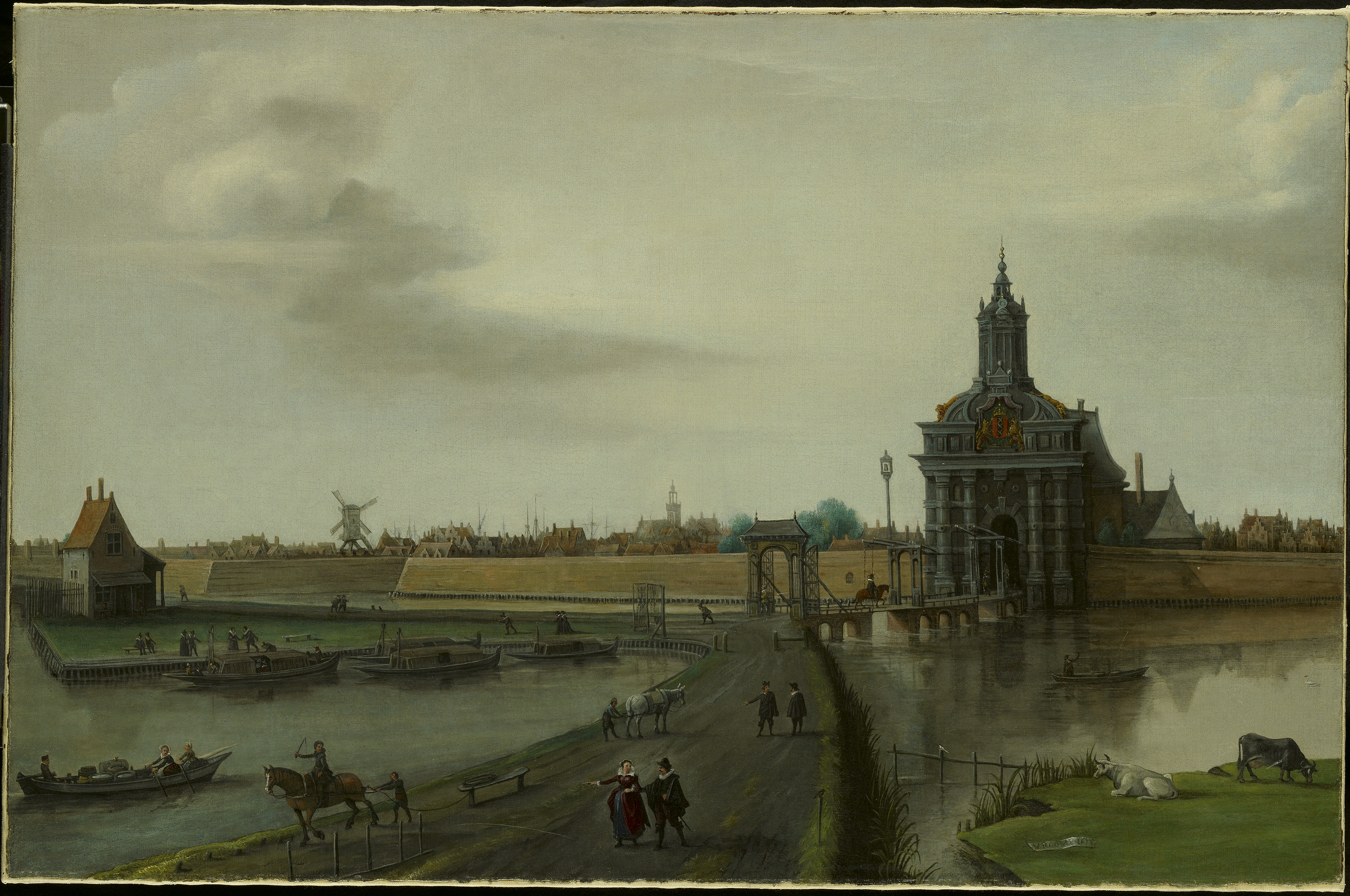
De Haarlemmerpoort in de 17e eeuw. Deze poort werd in de 19e eeuw door de Willemspoort vervangen.

Hendrick de Keyser I (Utrecht, 15 mei 1565 – Amsterdam, 15 mei 1621), bijgenaamd "de oude", was een Amsterdamse architect en beeldhouwer. Hendrick de Keyser bouwde in een typische, zelfs Amsterdamse, renaissancestijl.
Hij is de vader van schilder Thomas de Keyser en van de bouwmeesters Pieter de Keyser en Willem de Keyser.

## Biografie
Hendrick de Keyser kwam uit een geslacht van beeldhouwers. Zijn vader was de Utrechtse meester-meubelmaker Cornelis Dirxzoon de Keyser.
Hendrick de Keyser was een leerling van de Utrechtse beeldhouwer Cornelis Bloemaert. Maar ook heeft hij invloed ondergaan van de Delftse beeldhouwer Willem van Tetrode (1525-1580), die een Italiaanse studiereis had gemaakt.
De Keyser ging in het begin van de jaren negentig van de 16e eeuw met Bloemaert mee naar Amsterdam. Tijdens een verblijf in Londen werd hij beïnvloed door Inigo Jones, die zijn classicistische inspiratie op zijn reis naar Rome had opgedaan. Deze was daar met name geïnspireerd door de nalatenschap van Marcus Vitruvius Pollio, een architect uit de Romeinse oudheid, en diens Tien Boeken over de Bouwkunst, dat tot op heden van invloed is op de bouwkunst.
De Keyser werd in 1595 stadsarchitect en stadssteenhouwer in Amsterdam, waar hij verschillende gebouwen ontwierp. Daartoe behoren het Oost-Indisch Huis, het Bestuurs- en administratiekantoor van de voormalige V.O.C. en de Westerkerk met de beroemde Westertoren, die na zijn dood door zijn zoon Pieter werd voltooid en zijn beroemdste werk zou worden. Naast deze gebouwen ontwierp en bouwde hij ook woonhuizen voor rijke particulieren. Beroemd zijn het mogelijk door hem voltooide Huis met de Hoofden en het Huis Bartolotti. Of het Huis Bartolotti van zijn hand is wordt van verschillende kanten betwist.
In Delft herbouwde hij het in 1618 afgebrande Delftse stadhuis, waarvan alleen de middeleeuwse toren was overgebleven. Dit is een mooi voorbeeld van de Hollandse renaissancestijl. Ook de hervormde kerk in Middenbeemster in de toen net leeggemalen droogmakerij de Beemster is van De Keyser. In Deventer stond de Bergpoort waar De Keyser ook nog aan meegewerkt zou hebben. Deze poort staat tegenwoordig in de tuin van het Rijksmuseum in Amsterdam.
In 1619 bekroonde De Keyser de toren van de Rotterdamse Laurenskerk met een houten spits. Later werd deze spits weer verwijderd (een replica van hout staat in het Museum Rotterdam), maar naast de kerk staat nog altijd het Erasmus van Rotterdam uit 1622, dat ook door De Keyser werd ontworpen. Het is het oudste bewaard gebleven bronzen standbeeld in Nederland; het werd door Jan Cornelisz. Ouderogge gegoten. Hendrick de Keyser ontwierp ook het praalgraf voor Willem van Oranje in de Delftse Nieuwe Kerk, dat evenals de Westerkerk door zijn zoon Pieter werd voltooid.
De Keyser overleed in 1621. Hij ligt begraven in de door hem ontworpen Zuiderkerk. Zijn grafsteen is er nog steeds aanwezig. Op 10 juni 2009 ging in de Zuiderkerk een verbouwing van start om de grafzerk van Henrick de Keyser weer aan de oppervlakte te krijgen.
Van de zonen van Hendrick de Keyser werden Pieter de Keyser (1595-1676), Willem de Keyser (1603-na 1674) en Hendrick de Keyser II (de Jonge; 1613-1665) beeldhouwer. Zijn tweede zoon Thomas de Keyser (ca. 1596-1667) werd een bekend kunstschilder.

## Bouwstijl
De stijl van De Keyser is rijk en herkenbaar, met veel losse elementen van witte natuursteen in gevels van rode baksteen. Kenmerkend zijn de kleine pilasters, kroonlijsten, frontons en decoratieve elementen als vazen en zelfs al even monumentale pinakels. In het werk van De Keyser zijn ook classicistische elementen aan te wijzen.

## Nalatenschap
De Keyser heeft zeer veel navolgers gehad in de Nederlanden. Jacob van Campen, een andere beroemde Nederlandse bouwmeester, vond dat de bouwkunst van Hendrick de Keyser een teveel aan ornamentiek toont. In zijn latere werk neigt De Keyser naar maniërisme, de stijl tussen de renaissance en de barok in.

## Vereniging

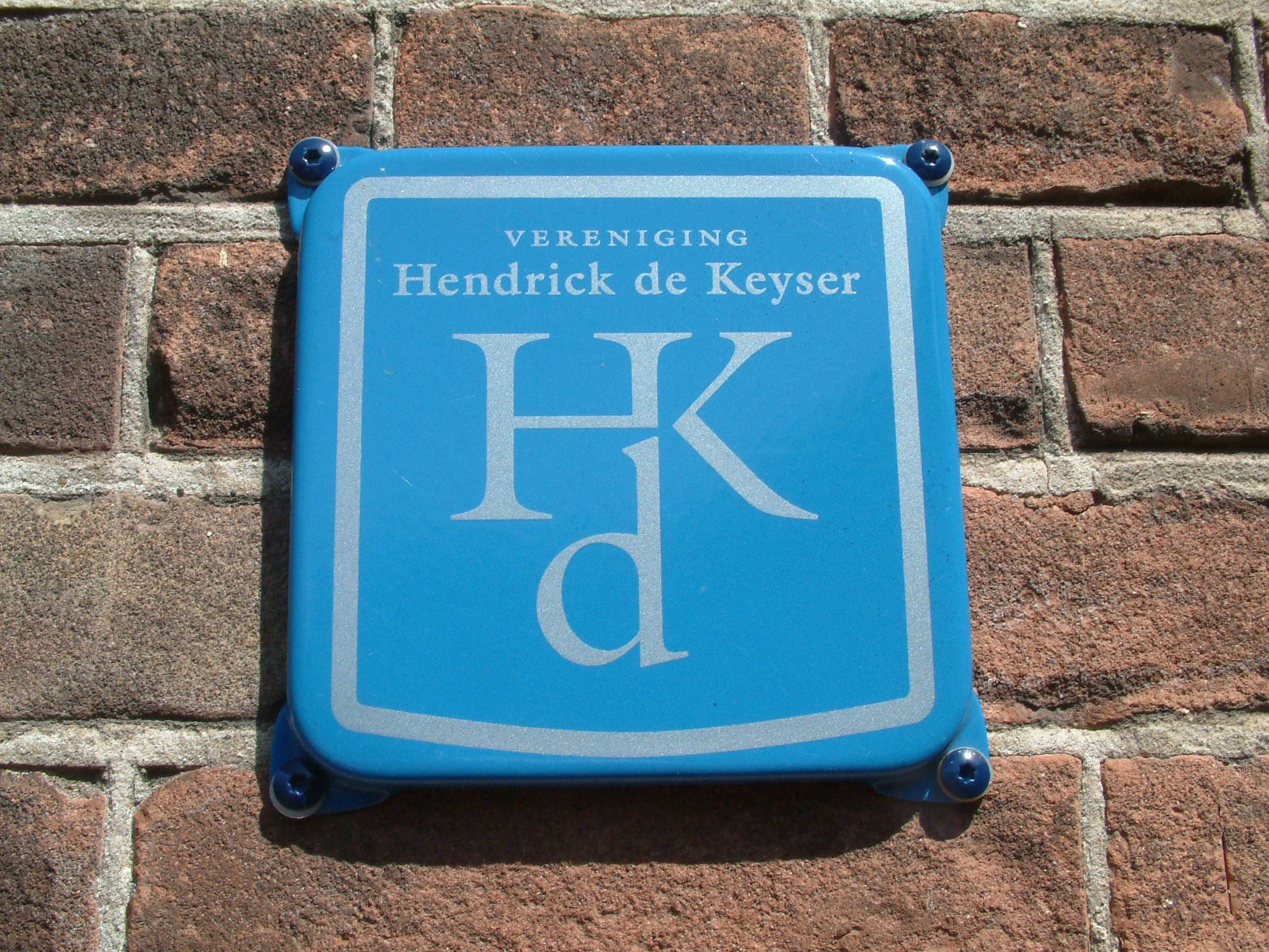
Naambordje op object van de vereniging

Hendrick de Keyser Monumenten, opgericht in 1918, is genoemd naar Hendrick de Keyser. Dit is een Nederlandse vereniging tot behoud van architectonisch of historisch waardevolle huizen in Nederland.

## Lijst van werken
- 1598: Kinderhuis van het Burgerweeshuis, Amsterdam (gevel vervangen in 1744).
- ca. 1603: Rasphuispoortje, Heiligeweg, Amsterdam.
- 1606: Oost-Indisch Huis, Amsterdam.
- 1606: Montelbaanstoren, Amsterdam.
- 1609: Waag, Hoorn.
- 1611: Beurs van Hendrick de Keyser, Rokin, Amsterdam (afgebroken in 1835).
- 1603-1611: Zuiderkerk, Zuiderkerkstoren, Amsterdam.
- 1613-1614: Lantaarn op de toren van de Grote of Lebuinuskerk, Deventer.
- 1618: Haarlemmerpoort, Amsterdam (afgebroken in 1837).
- 1618: Hervormde kerk, Middenbeemster.
- 1619-1620: Munttoren, Amsterdam.
- 1622: Erasmusstandbeeld, Rotterdam.
- 1620-1623: Noorderkerk, Amsterdam.
- 1614-1623: Praalgraf Willem van Oranje, Delft (voltooid door Pieter de Keyser).
- 1620-1631: Westerkerk, Amsterdam (voltooid door Pieter de Keyser).

Aan Hendrick de Keyser wordt toegeschreven:
- Haringpakkerstoren, Singel; 1607 (afgebroken in 1829).
- Jan Roodenpoortstoren, Singel; 1616 (afgebroken in 1829).
- Huis Bartolotti, Herengracht 170-172; circa 1617.
- Huis met de Hoofden, Keizersgracht 123; 1622.
- Voorgevel van de Oosterkerk, Hoorn.

Datum onbekend:
- Doelengebouw, Achterstraat 2, Hoorn.